# Vade retro, satana
 Vade retro, satana лат. (изговор: Ваде ретро, сатана!) Одступи, ђаволе! (Исус Христос)

## Поријекло изреке
Ово је рекао Исус Христос  по Библији у  Јеванђељима по Матеју и Марку када је тјерао нечастиве.

## Изрека другачије
Исусове ријечи у Јеванђељу по  Марку и Јеванђељу по   Луци: 
„Apage, satanas!“ лат. ( изговор: апаге, сатанас).  Одлази, Сатано!

## Тумачење
Употребљава се и уопште при одбијању нечасног приједлога, тјерању зла и сл.